# Hoofdelijke aansprakelijkheid
Hoofdelijke aansprakelijkheid of hoofdelijke gehoudenheid van een persoon of rechtspersoon voor een verplichting betekent dat deze afzonderlijk gedwongen kan worden de verplichting na te komen, ook al zijn anderen ook aansprakelijk. Wanneer bijvoorbeeld meerdere personen gezamenlijk een schuld aangaan, dan kan de schuldeiser het volledige bedrag bij elk van hen opeisen. De schuldeiser heeft tegenover ieder van hen recht op nakoming van het geheel.
Hoofdelijkheid wordt nooit vermoed, maar moet expliciet contractueel bedongen zijn. Soms stelt de wet wel hoofdelijkheid in.
Degene die wordt aangesproken voor het geheel kan overigens wel regres uitoefenen op zijn medeschuldenaren, dit wil zeggen dat hij het deel waarvoor hij "te veel" is aangesproken bij de medeschuldenaren kan opeisen.
In een vennootschap onder firma zijn alle vennoten hoofdelijk aansprakelijk.
Bij vandalisme, gelijktijdig door meerdere personen, zijn alle daders hoofdelijk aansprakelijk voor de schade.
Er is een plan geweest dit ook te laten gelden voor twee nieuwe vormen die zouden voortvloeien uit de samensmelting van de vennootschap onder firma met de openbare maatschap: de openbare vennootschap zonder rechtspersoonlijkheid en de openbare vennootschap met rechtspersoonlijkheid. Het wetsvoorstel betreffende deze nieuwe vennootschappen is echter in 2011 ingetrokken.
Hoofdelijke aansprakelijkheid staat tegenover aansprakelijkheid voor gelijke delen, zoals dat bij de maatschap voorkomt.